# Bembidion tetracolum
Bembidion tetracolum — вид жужелиц подсемейства Trechinae рода Bembidion. Распространён по всей Европе и западной Сибири. Интродуцирован в Северную Америку.

## Описание
Длина — 5—6 мм. голова и переднеспинка металлические тёмно-зелёные, надкрылья тёмно-коричневые с четырьмя оранжевыми пятнами.

## Экология и местообитания
Встречаются на любой открытой, не слишком сухой почве, обычно вблизи воды.